# Церква Успіння Пресвятої Богородиці (Хотівка)
Церква Успіння Пресвятої Богородиці в Хотівці — парафія і храм 2-го Кременецького благочиння Тернопільської єпархії Православної церкви України в селі Хотівка Кременецький району Тернопільської области.

## Історія церкви
У 1947 році за пожертви селян було збудовано дерев'яний храм Успіння Пресвятої Богородиці. У будівництві брали участь майже всі жителі села, зокрема подружжя Чумакевичів, Олексюків, а також Олексій Грушицький, Іван Олексюк, Володимир Середиж та інші.
Освячення престолу відбулося на свято Успіння Пресвятої Богородиці. У травні 2002 року парафіяни відсвяткували 55-річчя храму. На урочистостях Патріарх Київський і всієї Руси-України Філарет нагородив медаллю «2000-ліття Різдва Христового» старосту Петра Олексюка, псаломщика Карпа Томашевського, проскурницю Катерину Олексюк та Володимира Середюка за їхню подвижницьку працю.

## Парохи
- о. Михайло Обізюк.